# Megabanda criminal
Las megabandas criminales son organizaciones delictivas de Venezuela, que controlan varios territorios, están compuestas desde 100 y hasta 1000 miembros, y a veces son transnacionales. cuyo único fin es obtener beneficio económico a través del crimen. Las megabandas se dedican a actividades delictivas tales como el narcotráfico, contrabando, robo, lavado de dinero, soborno, sicariato, extorsión, tráfico de armas, trata de personas y secuestro, sus miembros cuentan con gran impunidad. Aunque en principio de carácter territorial, la influencia de estas organizaciones se ha extendido a otros estados de Venezuela y en países de todo el continente como Colombia, Perú, Ecuador, Chile y Estados Unidos.

## Historia

Zonas de paz para 2018 en rojo. En las zonas delimitadas, los funcionarios policiales no pueden ingresar.

### Origen
El origen de las megabandas se encuentra en las zonas de paz, que fue una serie de acuerdos entre el Gobierno de Nicolás Maduro y los grupos criminales del país iniciados en 2013. Consistían en territorios libres de presencia policial constituidos para beneficiar a las pandillas a cambio de que sus integrantes dejaran de cometer crímenes en los sectores delimitados y ayudas económicas y empleos por parte del gobierno venezolano; esto solo provocó un aumento exponencial de la violencia en las zonas designadas, ocasionando que durante este periodo las pandillas gozaran de total impunidad y pudieran crecer en tamaño e influencia sin intervención de las fuerzas de seguridad, las bandas también aprovecharon este periodo de tiempo para formar alianzas entre sí para fortalecerse, dando comienzo a las megabandas.
Las zonas de paz llegaron a su fin durante la Operación Liberación del Pueblo en 2017, en un intento de contrarrestar el aumento de la violencia por aquel entonces, el gobierno puso fin a las zonas de paz dando luz verde a los cuerpos policiales del estado para intervenir en las zonas de paz, pero ya las megabandas habían crecido tanto que fue imposible desarticularlas por el gobierno.

## Estructura
Las megabandas se organizan por estructuras jerárquicas que van de la siguiente manera: 
- Cabecilla/Pran: El cabecilla o pran, es el principal líder de la megabanda, dirigen la megabanda por lo general fuera del barrió o desde los espacios de un centro penitenciario.

- Organizador externo: Un organizador externo funciona como el emisario entre los “Altos Mandos tras las sombras” y los “Principales Territoriales”, gestionan los principales canales de financiación de la megabanda que son las númerosas actividades delicitvas que comete la banda, también son los encargados del apertrechamiento de armas y municiones, lavan el dinero negro y fungen como testaferros para las bandas, coordinan las actividades de acción conjunta simultánea de manera multi territorial, son los que bajan las líneas políticas de los Altos Mandos.[8]
- Principales territoriales/Lugar tenientes: Un principal territorial o Lugar teniente, es un miembro de la banda designado por recomendación y nombramiento de un organizador externo para la administración de los territorios controlados por la megabanda, son los más altos jerarcas dentro de su zona de influencia, su trabajo consiste en manejar las principales actividades delictivas de la megabanda que son el tráfico de drogas, el contrabando de armas y el reparto de alimentos en las zonas, ejercen el comando de facto en su área de influencia.[8]
- Carro: Los carros es un grupo de sujetos quienes forman parte del círculo del Lugar Teniente, organizan y cometen secuestros y mantienen a los secuestrados en las denominadas “neveras”(cuartos o celdas), debido a su rango, muy pocas veces salen del barrio o de su área de influencia, solo para grandes trabajos o fiestas, fungen como emisarios ante bandas vecinas.[8]
- Cobradores: Los cobradores son los encargados de la cobranza y exigencia de “Vacunas”, que por lo general se hacen por teléfono, contactando a los dueños de negocios y comerciantes de los barrios para extorsionarlos. También están encargados de los trabajos de inteligencia y de planificación de secuestros, son los segundones del “carro”; su incentivo económico es por comisiones del cobro de las extorsiones y de los secuestros.[8]
- Mamis Perras: Las mamis perrras son mujeres que, ya sean prostitutas o no, amantes de los miembros de la banda o simples reclutas femeninas, se dedican al trabajo de inteligencia y distracción. Son las encargadas de hacer seguimiento, seducir, “marcar” y “pichar” a los objetivos de secuestro y sicariato, las consideradas de más alta belleza con operadas por los jefes de las bandas con prótesis mamarias o de los glúteos para utilizarlas para atraer a hombres susceptibles al secuestro, algunas de ellas participan en los enfrentamientos contra funcionarios del estado.[8]
- Avances: Los Avances son jóvenes experimentados, que por lo general operan en motocicletas y vehículos, se dedican a cometer robos menores y robar vehículos en las adyacencias de la zona en donde opera la megabanda. Además, están encargados de ejecutar los sicariatos de los funcionarios policiales o de enemigos de la banda, labor que es recompensada en dólares. Dependiendo de la persona asesinada, reciben una comisión por encargo de entre 100 y 1000 dólares. Los más especializados en el uso de armas y explosivos, llegan a ser ascendidos como parte del “carro”.[8]
- Gariteros: Los gariteros son el eslabon más bajo y débil dentro de la organización criminal, por lo general se componen de jóvenes varones recién reclutados de entre 15 y 20 años de edad, residentes del barrió controlado por la megabanda, quienes acceden a esta labor bajo la promesa del lucro fácil y del reconocimiento social interno en el barrio, su trabajo es custodiar con armas de fuego los accesos al sector donde opera la megabanda, alertar sobre la presencia de policías en la zona, al menudeo de drogas, y oficiar como informantes. Su incentivo económico es un salario que va de entre 20 y 50 dólares mensuales, más comisiones por la venta de droga al menudeo, y del sicariato de baja estima dentro del mismo sector, siendo esto último según su talento para ello, el requisito de ascenso a “Avance”.[8]

## Armamento
Cuentan con una preparación operativa ofensiva, sus integrantes están bien armados con armas de guerra como el AK-47 y el AR-15 e incluso artefactos explosivos y granadas, y superan en número a la policía municipal y regionales del país y podrían estar a la altura de la policía nacional. No solo la utilizan para emprender sus crímenes, sino también para enfrentar a las fuerzas de seguridad y para atacar estaciones de policía.

## Número de megabandas
Según el criminólogo Luis Iziquiel, para 2021 llegó a haber unas 10 megabandas operando solo en la capital Caracas y más de 25 en todo el país, todas ubicadas en barrios populares como Petare, El Valle, la Cota 905 y entre otros más. Las megabandas también otorgan a las comunidades del territorio que controlan comida, medicamentos y ayudas económicas a las familias que más lo necesitan y las defienden de las otras bandas delictivas, con el principal fin de obtener su apoyo, por esto se han ganado la aceptación de muchos habitantes de las zonas que controlan.